# سيلفان فيدمر
سيلفان فيدمر (Silvan Dominic Widmer) (5 مارس 1993 في أراو في سويسرا – )؛ هو لاعب كرة قدم كان يلعب كمدافع. يلعب مع منتخب سويسرا لكرة القدم منذ عام 2014.

## وصلات خارجية
- سيلفان فيدمر على موقع الاتحاد الدولي (مؤرشف)  (الإنجليزية)
- سيلفان فيدمر على موقع الاتحاد الأوربي (الإنجليزية)
- سيلفان فيدمر على موقع الدوري الأمريكي (الإنجليزية)
- سيلفان فيدمر على موقع إي إس بي إن إف سي (الإنجليزية)
- سيلفان فيدمر على موقع قاعدة بيانات كرة القدم.إي يو (الإنجليزية)
- سيلفان فيدمر على موقع ناشيونال فوتبول تيمز (الإنجليزية)
- سيلفان فيدمر على موقع Soccerbase.com (لاعب) (الإنجليزية)
- سيلفان فيدمر على موقع Soccerway.com (الإنجليزية)
- سيلفان فيدمر على موقع عالم كرة القدم.نت (الإنجليزية)
- سيلفان فيدمر على موقع أوليمبيديا (الإنجليزية)